# GP2 Asia Series seizoen 2008
Het GP2 Asia-seizoen 2008 is het eerste seizoen van deze klasse. Het begon op 25 januari en eindigde op 12 april. Romain Grosjean werd kampioen en zijn team ART Grand Prix veroverde de constructeurstitel.

## Teams en coureurs
| Team                     | Nr. | Coureur              | Ronde |
| ------------------------ | --- | -------------------- | ----- |
| iSport International     | 1   | Karun Chandhok       | Alle  |
| iSport International     | 2   | Bruno Senna          | Alle  |
| ART Grand Prix           | 3   | Stephen Jelley       | Alle  |
| ART Grand Prix           | 4   | Romain Grosjean      | Alle  |
| Campos Grand Prix        | 5   | Vitali Petrov        | Alle  |
| Campos Grand Prix        | 6   | Diego Nunes          | 1     |
| Campos Grand Prix        | 6   | Ben Hanley           | 2-5   |
| Super Nova International | 7   | Christian Bakkerud   | Alle  |
| Super Nova International | 8   | Fairuz Fauzy         | Alle  |
| DAMS                     | 9   | Jérôme d'Ambrosio    | Alle  |
| DAMS                     | 10  | Kamui Kobayashi      | Alle  |
| Trust Team Arden         | 11  | Adam Khan            | 1-2   |
| Trust Team Arden         | 11  | Yelmer Buurman       | 3-5   |
| Trust Team Arden         | 12  | Sébastien Buemi      | Alle  |
| Durango                  | 14  | Alberto Valerio      | Alle  |
| Durango                  | 15  | Davide Valsecchi     | Alle  |
| FMS International        | 16  | Adrián Vallés        | Alle  |
| FMS International        | 17  | Michael Herck        | 1-4   |
| FMS International        | 17  | Roldán Rodríguez     | 5     |
| Trident Racing           | 18  | Harald Schlegelmilch | Alle  |
| Trident Racing           | 19  | Ho-Pin Tung          | Alle  |
| Piquet Sports            | 20  | Marcello Puglisi     | Alle  |
| Piquet Sports            | 21  | Marco Bonanomi       | Alle  |
| David Price Racing       | 22  | Armaan Ebrahim       | Alle  |
| David Price Racing       | 23  | Andy Soucek          | 1     |
| David Price Racing       | 23  | Diego Nunes          | 2-5   |
| BCN Competicion          | 24  | Miloš Pavlović       | Alle  |
| BCN Competicion          | 25  | Jason Tahincioglu    | Alle  |
| Qi-Meritus Mahara        | 26  | Hiroki Yoshimoto     | Alle  |
| Qi-Meritus Mahara        | 27  | Luca Filippi         | Alle  |

## Kalender
| Circuit                       | Land                         | Weekend               |
| ----------------------------- | ---------------------------- | --------------------- |
| Dubai Autodrome               | Verenigde Arabische Emiraten | 25 - 26 januari 2008  |
| Sentul International Circuit  | Indonesië                    | 16 - 17 februari 2008 |
| Sepang International Circuit  | Maleisië                     | 22 - 23 maart 2008    |
| Bahrein International Circuit | Bahrein                      | 5 - 6 april 2008      |
| Dubai Autodrome               | Verenigde Arabische Emiraten | 11 - 12 april 2008    |

## Resultaten
| Ronde | Ronde | Circuit                       | Land                         | Pole Position   | Snelste ronde        | Winnaar              | Winnend team             |
| ----- | ----- | ----------------------------- | ---------------------------- | --------------- | -------------------- | -------------------- | ------------------------ |
| 1     | R1    | Dubai Autodrome               | Verenigde Arabische Emiraten | Romain Grosjean | Bruno Senna          | Romain Grosjean      | ART Grand Prix           |
| 1     | R2    | Dubai Autodrome               | Verenigde Arabische Emiraten |                 | Romain Grosjean      | Romain Grosjean      | ART Grand Prix           |
| 2     | R1    | Sentul International Circuit  | Indonesië                    | Vitali Petrov   | Bruno Senna          | Sébastien Buemi†     | Trust Team Arden         |
| 2     | R2    | Sentul International Circuit  | Indonesië                    |                 | Mohamed Fairuz Fauzy | Mohamed Fairuz Fauzy | Super Nova International |
| 3     | R1    | Sepang International Circuit  | Maleisië                     | Romain Grosjean | Romain Grosjean      | Vitali Petrov        | Campos Grand Prix        |
| 3     | R2    | Sepang International Circuit  | Maleisië                     |                 | Bruno Senna          | Kamui Kobayashi      | DAMS                     |
| 4     | R1    | Bahrein International Circuit | Bahrein                      | Romain Grosjean | Romain Grosjean      | Romain Grosjean      | ART Grand Prix           |
| 4     | R2    | Bahrein International Circuit | Bahrein                      |                 | Sébastien Buemi      | Kamui Kobayashi      | DAMS                     |
| 5     | R1    | Dubai Autodrome               | Verenigde Arabische Emiraten | Romain Grosjean | Romain Grosjean      | Romain Grosjean      | ART Grand Prix           |
| 5     | R2    | Dubai Autodrome               | Verenigde Arabische Emiraten |                 | Davide Valsecchi     | Marco Bonanomi       | Piquet Sports            |

† Luca Filippi won maar werd gediskwalificeerd omdat hij de banden van zijn teamgenoot Hiroki Yoshimoto gebruikte.
GP2: 2005 · 2006 · 2007 · 2008 · 2009 · 2010 · 2011 · 2012 · 2013 · 2014 · 2015 · 2016 (Lijst van coureurs)

GP3: 2010 · 2011 · 2012 · 2013 · 2014 · 2015 · 2016 · 2017 · 2018 (Lijst van coureurs)

GP2 Asia: 2008 · 2008-2009 · 2009-2010 · 2011 (Lijst van coureurs)